# Маштаков
Маштако́в (рос. Маштаков) — селище у складі Первомайського району Оренбурзької області, Росія.

## Населення
Населення — 159 осіб (2010; 208 у 2002).
Національний склад (станом на 2002 рік):
- казахи — 70 %

## Історія
Названо селище за прізвищем засновників. У 1930-х роках у селищі була велика конеферма. Перед війною в селищі діяв колгосп імені Чкалова, потім колгосп укрупнився, увійшов на початку 1960-х років як четверте відділення до складу радгоспу «Тепловський», пізніше був підрозділом радгоспу «Курлинський». У селищі розташований міжнародний митний автоперехід з однойменною назвою.